# Ariton
Ariton és una població dels Estats Units a l'estat d'Alabama. Segons el cens del 2007 tenia 746 habitants.

## Demografia
Segons el cens del 2000, Ariton tenia 772 habitants, 306 habitatges, i 220 famílies. La densitat de població era de 58,8 habitants/km².
Dels 306 habitatges en un 39,2% hi vivien nens de menys de 18 anys, en un 47,1% hi vivien parelles casades, en un 20,6% dones solteres, i en un 27,8% no eren unitats familiars. En el 26,5% dels habitatges hi vivien persones soles el 15,7% de les quals corresponia a persones de 65 anys o més que vivien soles. El nombre mitjà de persones vivint en cada habitatge era de 2,52 i el nombre mitjà de persones que vivien en cada família era de 3,02.
Per edats la població es repartia de la següent manera: un 28,5% tenia menys de 18 anys, un 8,4% entre 18 i 24, un 27,7% entre 25 i 44, un 18,4% de 45 a 60 i un 17% 65 anys o més.
L'edat mediana era de 36 anys. Per cada 100 dones hi havia 84,2 homes. Per cada 100 dones de 18 o més anys hi havia 72 homes.
La renda mediana per habitatge era de 21.083 $ i la renda mediana per família de 25.781 $. Els homes tenien una renda mediana de 27.250 $ mentre que les dones 17.639 $. La renda per capita de la població era d'11.502 $. Aproximadament el 25,1% de les famílies i el 25,9% de la població estaven per davall del llindar de pobresa.

## Poblacions més properes
El següent diagrama mostra les poblacions més properes.